# Peltophorum
Peltophorum (Vogel) Benth. 1840 es un género de plantas de entre 5–15 especies fanerógamas en la familia de las fabáceas, subfamilia Caesalpinioideae. El género es nativo de regiones tropicales  de todo el mundo.  Las especies son de tamaño medio a grande,  árboles de 15-25 m (raramente 50 m) de altura.

## Descripción
Son árboles altos con hojas bipinnadas, con muchos foliolos pequeños; estípulas caducas. Inflorescencia en racimo terminal o panícula. Brácteas generalmente caducas. Segmentos del cáliz 5. Pétalos 5, ligeramente desiguales, imbricados. Estambres 10, libres. Fruto oblongo, plano, indehiscente, 1-4  semillas.

## Taxonomía
El género fue descrito por (Vogel) Benth. y publicado en Journal of Botany, being a second series of the Botanical Miscellany 2(10): 75. 1840.
Especies selectas
- Peltophorum acutifolium (J.R.Johnst.) J.R.Johnst.
- Peltophorum adnatum Griseb., denominada abey hembra[4] o moruro abey[5] en Cuba
- Peltophorum africanum Sond.
- Peltophorum dasyrhachis (Miq.) Kurz
- Peltophorum dubium (Spreng.) Taub., denominada asimismo abey hembra en la República Dominicana
- Peltophorum pterocarpum (DC.) Backer ex K.Heyne